# MINT CONDITION (SuchmosのEP)
『MINT CONDITION』（ミント・コンディション）は、SPACE SHOWER MUSICより2016年7月6日に発売された日本のバンドSuchmosの3作目のEP。品番はPECF-3167。前作『LOVE&VICE』から約5か月半ぶりのリリース。初回生産分封入特典として、自身初のワンマンツアー「TOUR MINT CONDITION」のチケット抽選先行申込チラシが封入されている。
本作のリード曲「MINT」は、ジーンズのブランド「リーバイス」とのコラボレーションのもと、スペシャルムービーやミュージック・ビデオが制作され、同年6月24日より音楽配信サイトにて先行配信された。また、本作のCDジャケットもジーンズにフィーチャーしたデザインとなっている。
発売を記念して、発売日当日には名古屋にてシークレットギグが開催された。同年10月3日に発表された「MTV VMAJ 2016」にて、「MINT」のミュージック・ビデオが最優秀邦楽新人アーティストビデオ賞を受賞した。

## 収録曲
| 全作曲: Suchmos。 |                         |             |            |      |
| #                 | タイトル                | 作詞        | 作曲・編曲 | 時間 |
| 1.                | 「MINT」                | YONCE, KCEE | Suchmos    | 4:25 |
| 2.                | 「DUMBO」               | YONCE       | Suchmos    | 3:14 |
| 3.                | 「JET COAST」           | HSU         | Suchmos    | 4:31 |
| 4.                | 「S.G.S.3」(インスト曲) |             | Suchmos    | 4:26 |
| 合計時間:         | 合計時間:               | 合計時間:   | 16:36      |      |